# Collectie Calisto Tanzi
Collectie Calisto Tanzi is een kunstverzameling van de gelijknamige Italiaanse industrieel Calisto Tanzi.

## Situering
Calisto Tanzi is oprichter van het zuivelconcern Parmalat. Tanzi is eigenaar van een twintigtal vooral 19e-eeuwse Franse impressionistische en expressionistische kunstwerken waaronder werk van Pablo Picasso, Vincent Van Gogh, Paul Cézanne, Edgar Degas en Claude Monet. 
De verzameling heeft een waarde van ongeveer honderd miljoen euro. De collectie werd van 2003 tot 2009 verborgen gehouden na frauduleuze activiteiten door Tanzi. Tanzi's schoonzoon, Stefano Strini, was zinnens deze collectie te verkopen aan koopkrachtige Russische verzamelaars. Deze wordt intussen vervolgd voor heling. 